# استفانو بونو
استفانو بونو (انگلیسی: Stefano Bono؛ زادهٔ ۱۸ ژوئن ۱۹۷۹) بازیکن فوتبال اهل ایتالیا است.
از باشگاه‌هایی که در آن بازی کرده‌است می‌توان به باشگاه فوتبال آسکولی، باشگاه فوتبال آنکونا، باشگاه فوتبال برشا، باشگاه فوتبال ونتزیا، باشگاه فوتبال رجانا، و باشگاه فوتبال پیزا اشاره کرد.
وی همچنین در تیم‌های ملی فوتبال زیر ۱۷ سال ایتالیا بازی کرده‌است.